# Alfonsina Bueno
Alfonsina Bueno Vela (Moros (Zaragoza), 26 de enero de 1915-Toulouse, 3 de enero de 1979) fue una obrera textil y militante antifascista española. Exiliada en Francia, participó en la resistencia al nazismo y, detenida por la Gestapo, fue internada en diversos campos de concentración en los que fue víctima de experimentos médicos.

## Biografía
Alfonsina nació en la localidad zaragozana de Moros, hija de un anarquista de la CNT muy activo en la comarca del Bergadá (Barcelona) durante la Segunda República y la Guerra Civil. En Berga trabajó en una fábrica de hilados, donde conoció a Josep Ester —también anarcosindicalista— y con quien se casaría a principios de 1932. A los 16 años de edad dio a luz a su hija Angelina.
Al estallar la guerra en 1936, Josep se incorporó voluntario a la Columna Tierra y Libertad y luchó en los frentes de Madrid y de Aragón. Tras la derrota, en 1939 toda la familia se exilió en Francia. Alfonsina se incorporó a la Resistencia francesa y en 1940, junto a su padre y su marido, formó parte de uno de los grupos de la red de evasión clandestina organizada por Francisco Ponzán. Desde Banyuls-sur-Mer ayudó a republicanos y antifascistas a escapar de la dictadura franquista.

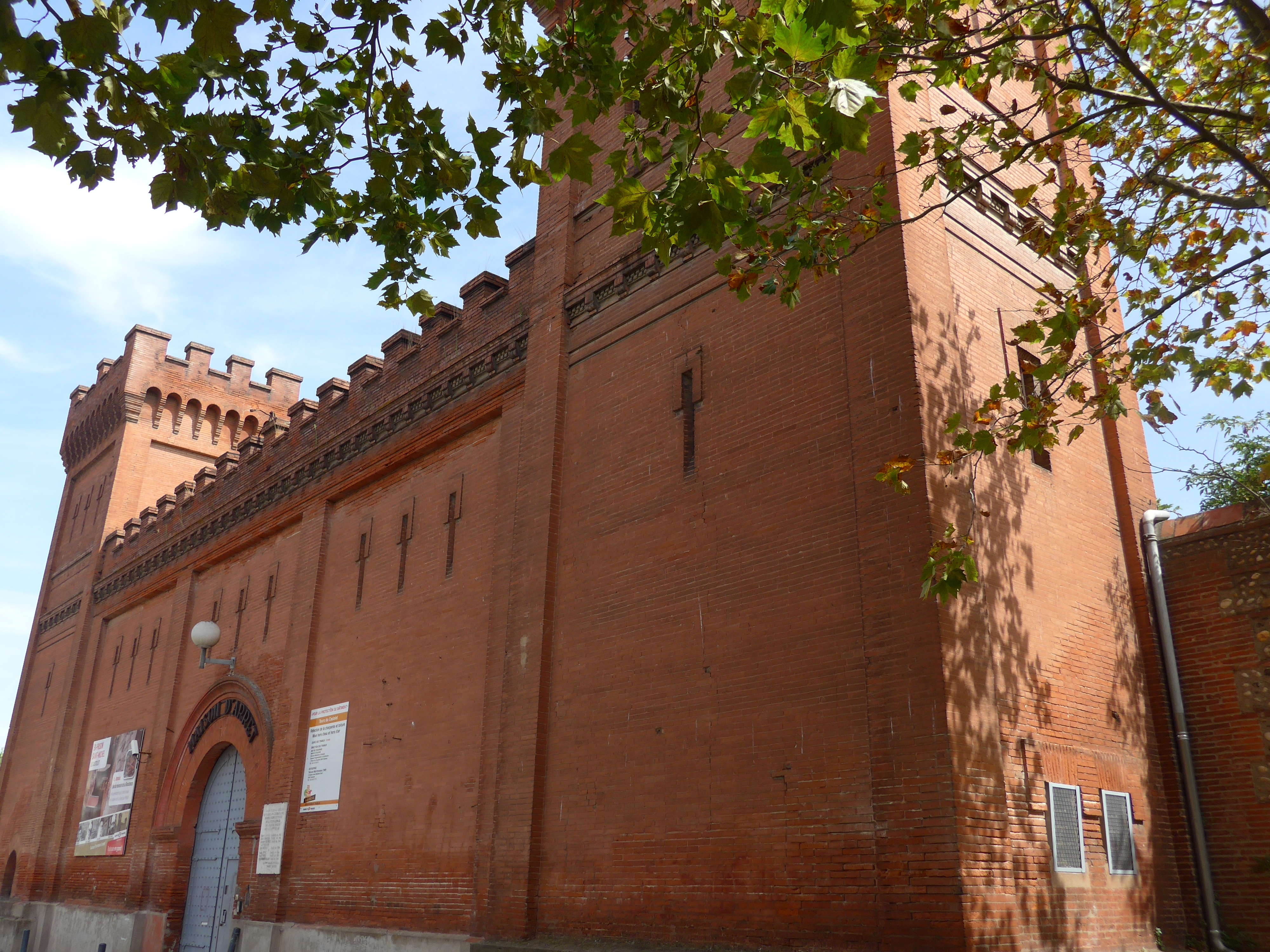

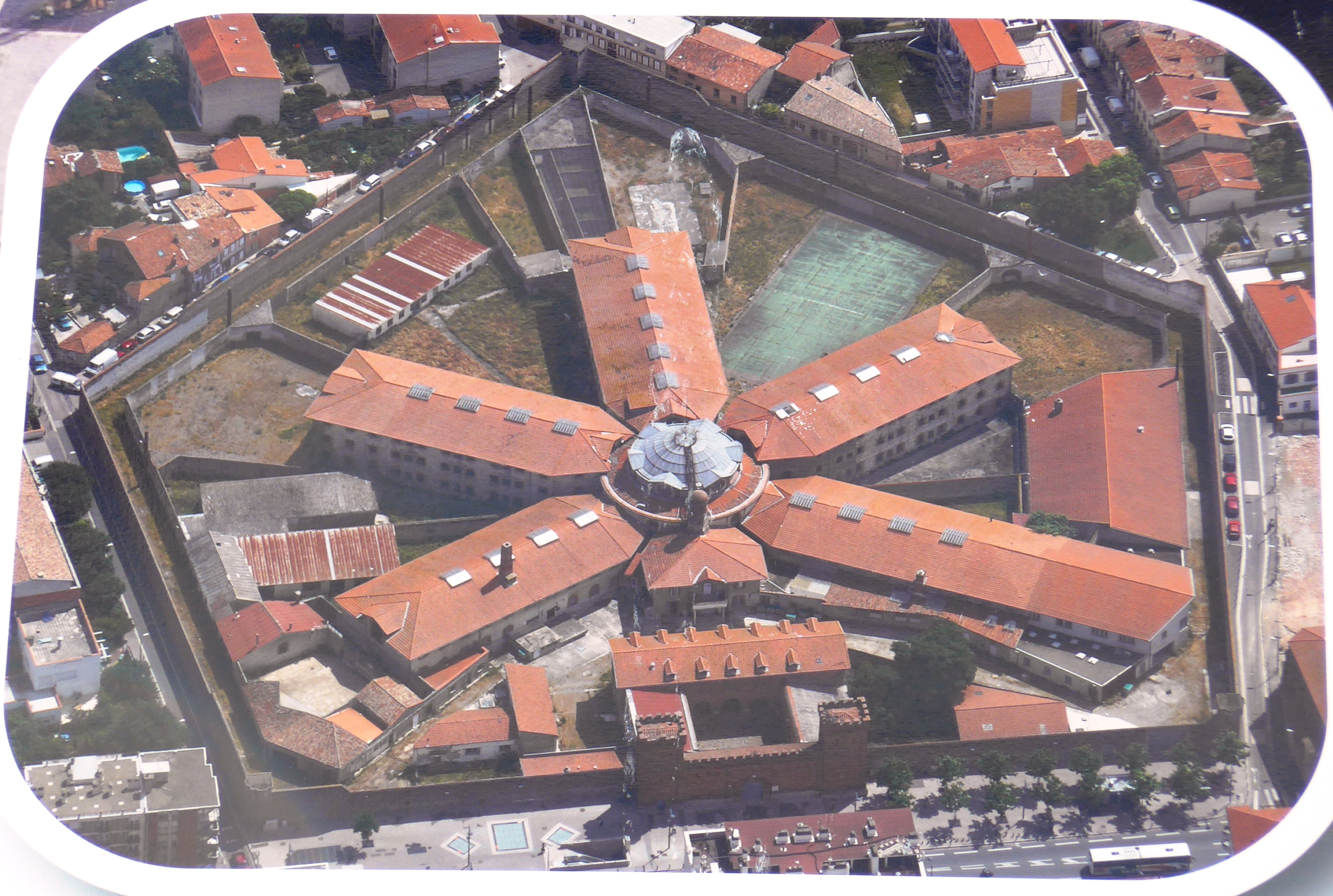

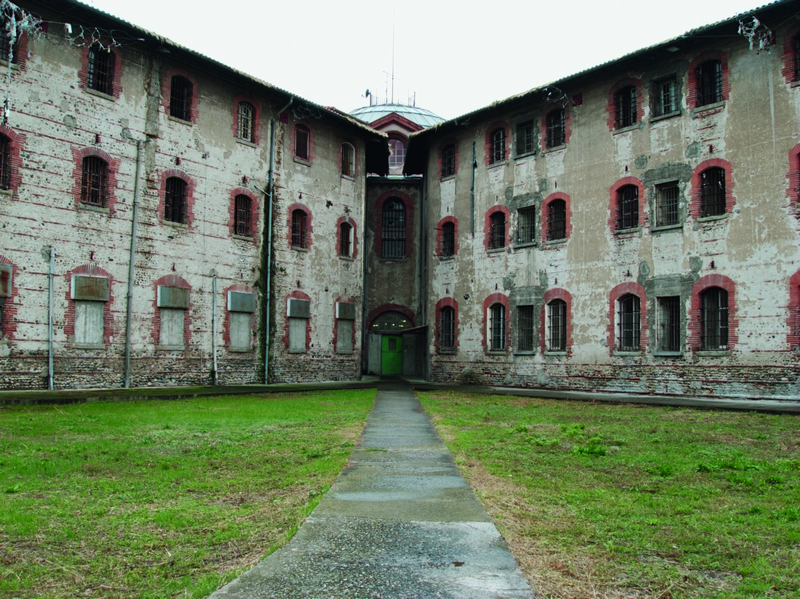
Antigua prisión de Saint-Michel en Toulouse: lugar de detención, torturas y ejecuciones por parte de la Gestapo y las SS y en el que fue internada Alfonsina Bueno a finales de 1943

Sin embargo, fueron delatados y el 30 de octubre de 1943 la Gestapo detuvo a su padre y a su hermano. Este último, torturado, reveló la dirección de Josep en Toulouse, siendo detenido al día siguiente. El 2 de noviembre Alfonsina era también arrestada, y su hija quedó a cargo de amigos y compañeros. Todos terminaron encarcelados en la prisión de Saint-Michel de Toulouse. En abril de 1944 su familia fue deportada a Mauthausen —el 18 de agosto, su padre moría en la cámara de gas del castillo de Hartheim—. Alfonsina fue enviada a Ravensbrück hacinada en un vagón de carga de un tren. Se le clasificó como NN (Noche y Niebla, un programa de exterminio nazi), se le destinó al barracón número 32 y le adjudicaron la identificación 37884. En la enfermería le inyectaron, en el cuello del útero, un líquido desconocido. Como consecuencia de aquel experimento su salud se vio afectada para siempre, y no pudo volver a ser madre. En el campo soportó unas condiciones terribles, pero a su vez participó en sabotajes al mismo.

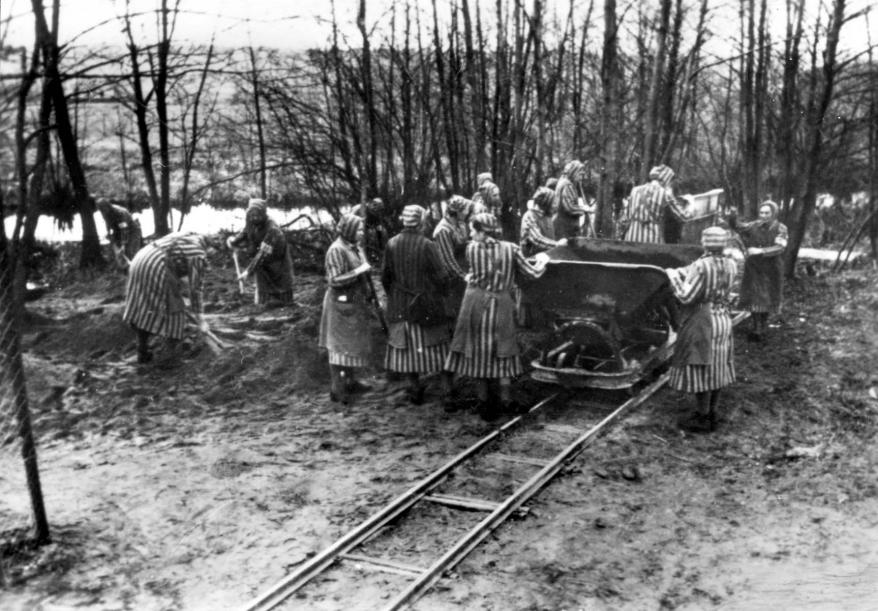
Mujeres realizando trabajo esclavo en Ravensbrück, primer campo de concentración nazi al que sobrevivió Alfonsina Bueno

A principios de marzo de 1945, los nazis evacuaron el campo de Ravensbrück y Alfonsina fue trasladada a Mauthausen —junto a una treintena de españolas—. Trabajó en la cantera de granito y sufrió la conocida como "escalera de la muerte de Gusen", donde las presas y presos eran obligados a cargar con piedras de más de 40 kilos. Allí pudo reencontrarse con su marido, y ambos serían finalmente evacuados por la Cruz Roja Internacional el 22 de abril, en un convoy que los condujo hasta Suiza y desde allí a Francia.
Tras la liberación y reunirse con su familia, continuó en el exilio. En 1947 Josep y Alfonsina se separaron. Alfonsina no se recuperaría nunca de las secuelas físicas contraídas en el campo. Fue condecorada por las autoridades británicas, norteamericanas y francesas por su participación en la Resistencia, aunque en España no recibió ningún reconocimiento. Falleció en Toulouse en 1979.